# De Volta aos Bares
De Volta aos Bares é o quinto álbum ao vivo e o quinto álbum de vídeo da dupla sertaneja Bruno & Marrone, lançado em abril de 2009, em CD, DVD e blu-ray, pela gravadora Sony Music. 
Foi gravado nos dias 29 e 30 de outubro de 2008, no Hangar Estúdios, em São Paulo, em formato acústico, se assemelhando muito ao primeiro projeto de sucesso da dupla, Acústico ao Vivo, lançado em 2001.
O álbum revive o início da carreira da dupla, que se apresentava em bares na região de Goiás e Minas Gerais. O cenário foi ambientado e projetado de forma a lembrar o clima dos bares.
Conta com alguns dos principais sucessos do repertório tocado pela dupla em seu início de carreira, como "Sou Eu", de Chrystian & Ralf, e "Duas Vezes Você", de Cezar & Paulinho, além das inéditas "Amor Não Vai Faltar", que fez um grande sucesso nacional, "Te Amo Tanto", "Pode Ir Embora" e "Não Tente Me Impedir" (o principal single do álbum). Destaque também para a regravação de "Cavalgada", sucesso de Roberto Carlos, originalmente gravado por este em 1977.
O álbum recebeu uma indicação ao Grammy Latino de Melhor Álbum de Música Sertaneja.

## Lista de faixas
| CD  |                                  |                                                                |         |  |
| N.º | Título                           | Compositor(es)                                                 | Duração |  |
| 1.  | "Não Tente Me Impedir"           | Racyne / Priscila Barucci                                      | 3ː44    |  |
| 2.  | "Cavalgada"                      | Roberto Carlos / Erasmo Carlos                                 | 3ː42    |  |
| 3.  | "Flashback de Nós Dois"          | Bruno / Felipe                                                 | 3ː47    |  |
| 4.  | "Pode ir Embora"                 | Waléria Leão / Jonathan                                        | 3ː37    |  |
| 5.  | "Entre Ela e Eu (Sou Eu)"        | Ed Wilson / Carlos Pedro                                       | 3ː27    |  |
| 6.  | "Onde Você Está?"                | Jairo Góes / Everton Matos / Rivanil                           | 2ː40    |  |
| 7.  | "Te Amo Tanto (Tanto Cara)"      | Pedro Migliani (versãoː Bruno / Ana Paula)                     | 3ː52    |  |
| 8.  | "Duas Vezes Você"                | Cezar / César Augusto                                          | 3ː46    |  |
| 9.  | "Quem Tá Bebo, Quem Tá Bão"      | Nildomar Dantas / Júlio Martins                                | 3ː18    |  |
| 10. | "Amor Não Vai Faltar"            | Marco / Mário                                                  | 3ː13    |  |
| 11. | "Quando Você Quiser"             | Bruno / Giuliano                                               | 3ː43    |  |
| 12. | "Aline / As Paredes Azuis"       | Christophe (versãoː Nazareno de Brito); Darci Rossi / Marciano | 3ː18    |  |
| 13. | "Desliga"                        | Bruno / João Victor / Ed Reis                                  | 3ː21    |  |
| 14. | "Fiel Até Debaixo D'Água"        | Bruno / Rafael Dias                                            | 3ː08    |  |
| 15. | "Chamego Bom"                    | Jairo Góes / Mauro Sérgio                                      | 3ː35    |  |
| 16. | "Favo de Mel"                    | Bruno / Felipe                                                 | 5ː15    |  |
| 17. | "Sinônimo do Amor (Faixa Bônus)" | Julinho do Sereno / Cristiano Castilho)                        | 4ː00    |  |

| DVD            |                                     |                                             |         |  |
| N.º            | Título                              | Compositor(es)                              | Duração |  |
| 1.             | "Preciso Amar de Novo"              | Bruno / Ricardo Primo                       |         |  |
| 2.             | "Duas Vezes Você"                   | Cezar / César Augusto                       |         |  |
| 3.             | "Entre Ela e Eu (Sou Eu)"           | Ed Wilson / Carlos Pedro                    |         |  |
| 4.             | "Desliga"                           | Bruno / João Victor / Ed Reis               |         |  |
| 5.             | "A Dois Graus"                      | Alan / Don Gibson / Mont'Alve / Santanna    |         |  |
| 6.             | "Flashback de Nós Dois"             | Bruno / Felipe                              |         |  |
| 7.             | "Aline"                             | Christophe / Nazareno de Brito              |         |  |
| 8.             | "Liguei Pra Dizer Que Te Amo"       | Aladim / Já Longo / Mont'Alve               |         |  |
| 9.             | "Amor Não Vai Faltar"               | Marco / Mário                               |         |  |
| 10.            | "Amiga Por Favor (Amiga Por Favor)" | Gilberto Gonzalez                           |         |  |
| 11.            | "Chamego Bom"                       | Jairo Góes / Mauro Sérgio                   |         |  |
| 12.            | "Quem Tá Bebo, Quem Tá Bão"         | Nildomar Dantas / Júlio Martins             |         |  |
| 13.            | "Te Amo Tanto (Tanto Cara)"         | Pedro Migliani (versãoː Bruno / Ana Paula)  |         |  |
| 14.            | "Como Eu Te Amo"                    | Bruno / Priscilla Barucci                   |         |  |
| 15.            | "Filho Pródigo"                     | Chico Valente / Moskemberg / Neil Bernardes |         |  |
| 16.            | "Pode Ir Embora"                    | Waléria Leão / Jonathan                     |         |  |
| 17.            | "As Paredes Azuis"                  | Darci Rossi / Marciano                      |         |  |
| 18.            | "Onde Você Está?"                   | Jairo Góes / Everton Matos / Rivanil        |         |  |
| 19.            | "Cavalgada"                         | Roberto Carlos / Erasmo Carlos              |         |  |
| 20.            | "Quando Você Quiser"                | Bruno / Giuliano                            |         |  |
| 21.            | "Te Amo e Não Te Quero"             | Bruno / Felipe                              |         |  |
| 22.            | "Fiel Até Debaixo D'Água"           | Bruno / Rafael Dias                         |         |  |
| 23.            | "Não Tente Me Impedir"              | Racyne / Priscila Barucci                   |         |  |
| 24.            | "Favo de Mel"                       | Bruno / Felipe                              |         |  |
| Duração total: | Duração total:                      | Duração total:                              | 1:25:16 |  |

## Certificações
| Brasil (ABPD)                             | Platina | 2009 | +50.000* |
| *número de vendas baseado na certificação |         |      |          |